# ويليام كروفت
ويليام كروفت (بالإنجليزية: William Croft)‏ هو لغوي أمريكي، ولد في 13 نوفمبر 1956.

## وصلات خارجية
- الموقع الرسمي